# Lista över fornlämningar i Säffle kommun (Botilsäter)
Lista över fornlämningar i Säffle kommun (Botilsäter) är en förteckning av ett urval av de fornlämningar som finns i Botilsäter i Säffle kommun.
| Namn                         | Lämningstyp             | Tillkomsttid | Historisk indelning  | Plats | Läge                 | ID-nr          | Bild                                 |
| ---------------------------- | ----------------------- | ------------ | -------------------- | ----- | -------------------- | -------------- | ------------------------------------ |
| Botilsäter 4:1               | Stenkammargrav          |              | Botilsäter, Värmland |       | 59.071974, 13.148457 | 10212200040001 | Ladda upp en bild av detta fornminne |
| Botilsäter 5:1               | Hällristning            |              | Botilsäter, Värmland |       | 59.074202, 13.152463 | 10212200050001 | Ladda upp en bild av detta fornminne |
| Munkegraven (Botilsäter 6:1) | Stensättning            |              | Botilsäter, Värmland |       | 59.082515, 13.150194 | 10212200060001 | Ladda upp en bild av detta fornminne |
| Botilsäter 8:1               | Stensättning            |              | Botilsäter, Värmland |       | 59.089990, 13.153283 | 10212200080001 | Ladda upp en bild av detta fornminne |
| Botilsäter 8:2               | Stensättning            |              | Botilsäter, Värmland |       | 59.090096, 13.153151 | 10212200080002 | Ladda upp en bild av detta fornminne |
| Botilsäter 9:1               | Röse                    |              | Botilsäter, Värmland |       | 59.033949, 12.954150 | 10212200090001 | Ladda upp en bild av detta fornminne |
| Botilsäter 10:1              | Röse                    |              | Botilsäter, Värmland |       | 59.044312, 12.973595 | 10212200100001 | Ladda upp en bild av detta fornminne |
| Botilsäter 10:2              | Stensättning            |              | Botilsäter, Värmland |       | 59.044595, 12.974350 | 10212200100002 | Ladda upp en bild av detta fornminne |
| Botilsäter 10:3              | Stensättning            |              | Botilsäter, Värmland |       | 59.044519, 12.974030 | 10212200100003 | Ladda upp en bild av detta fornminne |
| Botilsäter 10:4              | Stensättning            |              | Botilsäter, Värmland |       | 59.044171, 12.973576 | 10212200100004 | Ladda upp en bild av detta fornminne |
| Botilsäter 11:1              | Stensättning            |              | Botilsäter, Värmland |       | 59.058589, 13.093429 | 10212200110001 | Ladda upp en bild av detta fornminne |
| Botilsäter 12:1              | Röse                    |              | Botilsäter, Värmland |       | 59.050445, 13.099434 | 10212200120001 | Ladda upp en bild av detta fornminne |
| Botilsäter 13:1              | Stensättning            |              | Botilsäter, Värmland |       | 59.052563, 13.102279 | 10212200130001 | Ladda upp en bild av detta fornminne |
| Botilsäter 14:1              | Stensättning            |              | Botilsäter, Värmland |       | 59.052873, 13.099923 | 10212200140001 | Ladda upp en bild av detta fornminne |
| Botilsäter 15:1              | Hög                     |              | Botilsäter, Värmland |       | 59.052359, 13.081676 | 10212200150001 | Ladda upp en bild av detta fornminne |
| Botilsäter 16:1              | Stensättning            |              | Botilsäter, Värmland |       | 59.079608, 13.048816 | 10212200160001 | Ladda upp en bild av detta fornminne |
| Botilsäter 18:1              | Gravfält                |              | Botilsäter, Värmland |       | 59.041848, 13.084297 | 10212200180001 | Ladda upp en bild av detta fornminne |
| Botilsäter 19:1              | Stensättning            |              | Botilsäter, Värmland |       | 59.051577, 13.076978 | 10212200190001 | Ladda upp en bild av detta fornminne |
| Botilsäter 19:2              | Stensättning            |              | Botilsäter, Värmland |       | 59.051577, 13.076727 | 10212200190002 | Ladda upp en bild av detta fornminne |
| Botilsäter 19:3              | Stensättning            |              | Botilsäter, Värmland |       | 59.051644, 13.076849 | 10212200190003 | Ladda upp en bild av detta fornminne |
| Botilsäter 20:1              | Stensättning            |              | Botilsäter, Värmland |       | 59.053270, 13.075284 | 10212200200001 | Ladda upp en bild av detta fornminne |
| Botilsäter 21:1              | Stensättning            |              | Botilsäter, Värmland |       | 59.053897, 13.068770 | 10212200210001 | Ladda upp en bild av detta fornminne |
| Botilsäter 22:1              | Gravfält                |              | Botilsäter, Värmland |       | 59.054032, 13.066438 | 10212200220001 | Ladda upp en bild av detta fornminne |
| Botilsäter 23:1              | Röse                    |              | Botilsäter, Värmland |       | 59.033232, 13.115261 | 10212200230001 | Ladda upp en bild av detta fornminne |
| Botilsäter 23:2              | Stensättning            |              | Botilsäter, Värmland |       | 59.033082, 13.115010 | 10212200230002 | Ladda upp en bild av detta fornminne |
| Botilsäter 24:1              | Stensättning            |              | Botilsäter, Värmland |       | 59.038210, 13.112083 | 10212200240001 | Ladda upp en bild av detta fornminne |
| Botilsäter 25:1              | Stensättning            |              | Botilsäter, Värmland |       | 59.040701, 13.088861 | 10212200250001 | Ladda upp en bild av detta fornminne |
| Botilsäter 25:2              | Stensättning            |              | Botilsäter, Värmland |       | 59.040458, 13.088813 | 10212200250002 | Ladda upp en bild av detta fornminne |
| Botilsäter 25:3              | Stensättning            |              | Botilsäter, Värmland |       | 59.040302, 13.088837 | 10212200250003 | Ladda upp en bild av detta fornminne |
| Botilsäter 26:1              | Stensättning            |              | Botilsäter, Värmland |       | 59.041731, 13.095487 | 10212200260001 | Ladda upp en bild av detta fornminne |
| Botilsäter 27:1              | Stensättning            |              | Botilsäter, Värmland |       | 59.041735, 13.097619 | 10212200270001 | Ladda upp en bild av detta fornminne |
| Botilsäter 27:2              | Stensättning            |              | Botilsäter, Värmland |       | 59.041583, 13.097318 | 10212200270002 | Ladda upp en bild av detta fornminne |
| Botilsäter 28:1              | Gravfält                |              | Botilsäter, Värmland |       | 59.028523, 13.096381 | 10212200280001 | Ladda upp en bild av detta fornminne |
| Botilsäter 29:1              | Stensättning            |              | Botilsäter, Värmland |       | 59.091790, 13.153920 | 10212200290001 | Ladda upp en bild av detta fornminne |
| Botilsäter 29:2              | Stensättning            |              | Botilsäter, Värmland |       | 59.091735, 13.153750 | 10212200290002 | Ladda upp en bild av detta fornminne |
| Botilsäter 31:1              | Stenkammargrav          |              | Botilsäter, Värmland |       | 59.074564, 13.027149 | 10212200310001 | Ladda upp en bild av detta fornminne |
| Botilsäter 33:1              | Stensättning            |              | Botilsäter, Värmland |       | 59.074592, 13.016125 | 10212200330001 | Ladda upp en bild av detta fornminne |
| Botilsäter 34:1              | Stensättning            |              | Botilsäter, Värmland |       | 59.061659, 13.014960 | 10212200340001 | Ladda upp en bild av detta fornminne |
| Botilsäter 36:1              | Hällristning            |              | Botilsäter, Värmland |       | 59.040506, 13.085285 | 10212200360001 | Ladda upp en bild av detta fornminne |
| Botilsäter 37:1              | Stensättning            |              | Botilsäter, Värmland |       | 59.040560, 13.080850 | 10212200370001 | Ladda upp en bild av detta fornminne |
| Botilsäter 39:1              | Röse                    |              | Botilsäter, Värmland |       | 59.012961, 13.042011 | 10212200390001 | Ladda upp en bild av detta fornminne |
| Botilsäter 39:2              | Röse                    |              | Botilsäter, Värmland |       | 59.013362, 13.042824 | 10212200390002 | Ladda upp en bild av detta fornminne |
| Botilsäter 39:3              | Röse                    |              | Botilsäter, Värmland |       | 59.013280, 13.042592 | 10212200390003 | Ladda upp en bild av detta fornminne |
| Botilsäter 40:1              | Röse                    |              | Botilsäter, Värmland |       | 59.091933, 13.018088 | 10212200400001 | Ladda upp en bild av detta fornminne |
| Botilsäter 41:1              | Stenkammargrav          |              | Botilsäter, Värmland |       | 59.091305, 13.025093 | 10212200410001 | Ladda upp en bild av detta fornminne |
| Botilsäter 43:1              | Stensättning            |              | Botilsäter, Värmland |       | 59.079460, 13.021234 | 10212200430001 | Ladda upp en bild av detta fornminne |
| Botilsäter 44:1              | Röse                    |              | Botilsäter, Värmland |       | 59.021760, 13.072587 | 10212200440001 | Ladda upp en bild av detta fornminne |
| Botilsäter 45:1              | Röse                    |              | Botilsäter, Värmland |       | 59.009803, 13.061113 | 10212200450001 | Ladda upp en bild av detta fornminne |
| Botilsäter 46:1              | Stensättning            |              | Botilsäter, Värmland |       | 59.022902, 13.071253 | 10212200460001 | Ladda upp en bild av detta fornminne |
| Botilsäter 46:2              | Stensättning            |              | Botilsäter, Värmland |       | 59.022834, 13.071051 | 10212200460002 | Ladda upp en bild av detta fornminne |
| Botilsäter 47:1              | Röse                    |              | Botilsäter, Värmland |       | 59.028407, 13.027309 | 10212200470001 | Ladda upp en bild av detta fornminne |
| Botilsäter 47:2              | Röse                    |              | Botilsäter, Värmland |       | 59.028640, 13.027082 | 10212200470002 | Ladda upp en bild av detta fornminne |
| Botilsäter 48:1              | Stensättning            |              | Botilsäter, Värmland |       | 59.027154, 13.032873 | 10212200480001 | Ladda upp en bild av detta fornminne |
| Botilsäter 49:1              | Stensättning            |              | Botilsäter, Värmland |       | 59.025115, 13.039824 | 10212200490001 | Ladda upp en bild av detta fornminne |
| Botilsäter 75:1              | Stensättning            |              | Botilsäter, Värmland |       | 59.076494, 13.018679 | 10212200750001 | Ladda upp en bild av detta fornminne |
| Botilsäter 75:2              | Stensättning            |              | Botilsäter, Värmland |       | 59.076510, 13.017856 | 10212200750002 | Ladda upp en bild av detta fornminne |
| Botilsäter 77:1              | Hällristning            |              | Botilsäter, Värmland |       | 59.080924, 13.044576 | 10212200770001 | Ladda upp en bild av detta fornminne |
| Botilsäter 79:1              | Stensättning            |              | Botilsäter, Värmland |       | 59.081913, 13.053265 | 10212200790001 | Ladda upp en bild av detta fornminne |
| Botilsäter 80:1              | Gravfält                |              | Botilsäter, Värmland |       | 59.057861, 13.058095 | 10212200800001 | Ladda upp en bild av detta fornminne |
| Botilsäter 81:1              | Hög                     |              | Botilsäter, Värmland |       | 59.054261, 13.063358 | 10212200810001 | Ladda upp en bild av detta fornminne |
| Botilsäter 81:2              | Stensättning            |              | Botilsäter, Värmland |       | 59.054248, 13.063583 | 10212200810002 | Ladda upp en bild av detta fornminne |
| Botilsäter 82:1              | Hög                     |              | Botilsäter, Värmland |       | 59.054275, 13.073676 | 10212200820001 | Ladda upp en bild av detta fornminne |
| Botilsäter 90:1              | Stensättning            |              | Botilsäter, Värmland |       | 59.014022, 13.076178 | 10212200900001 | Ladda upp en bild av detta fornminne |
| Botilsäter 92:1              | Stensättning            |              | Botilsäter, Värmland |       | 59.016065, 13.047168 | 10212200920001 | Ladda upp en bild av detta fornminne |
| Bovarpet (Botilsäter 93:1)   | Husgrund, historisk tid |              | Botilsäter, Värmland |       | 59.018163, 13.037237 | 10212200930001 | Ladda upp en bild av detta fornminne |
| Botilsäter 94:1              | Stensättning            |              | Botilsäter, Värmland |       | 59.018871, 13.040149 | 10212200940001 | Ladda upp en bild av detta fornminne |
| Botilsäter 95:1              | Stensättning            |              | Botilsäter, Värmland |       | 59.037482, 13.005812 | 10212200950001 | Ladda upp en bild av detta fornminne |
| Botilsäter 96:1              | Röse                    |              | Botilsäter, Värmland |       | 59.061295, 13.017476 | 10212200960001 | Ladda upp en bild av detta fornminne |
| Botilsäter 96:2              | Stensättning            |              | Botilsäter, Värmland |       | 59.061078, 13.017101 | 10212200960002 | Ladda upp en bild av detta fornminne |
| Botilsäter 97:1              | Stensättning            |              | Botilsäter, Värmland |       | 59.053051, 13.009035 | 10212200970001 | Ladda upp en bild av detta fornminne |
| Botilsäter 137:1             | Stensättning            |              | Botilsäter, Värmland |       | 59.085974, 13.133575 | 10212201370001 | Ladda upp en bild av detta fornminne |
| Botilsäter 137:2             | Stensättning            |              | Botilsäter, Värmland |       | 59.085542, 13.133392 | 10212201370002 | Ladda upp en bild av detta fornminne |
| Botilsäter 138:1             | Stensättning            |              | Botilsäter, Värmland |       | 59.086761, 13.133961 | 10212201380001 | Ladda upp en bild av detta fornminne |
| Botilsäter 165:1             | Stensättning            |              | Botilsäter, Värmland |       | 59.090079, 13.021414 | 10212201650001 | Ladda upp en bild av detta fornminne |
| Botilsäter 166:1             | Stensättning            |              | Botilsäter, Värmland |       | 59.027059, 13.063338 | 10212201660001 | Ladda upp en bild av detta fornminne |
| Botilsäter 167:1             | Stensättning            |              | Botilsäter, Värmland |       | 59.035846, 13.018786 | 10212201670001 | Ladda upp en bild av detta fornminne |
| Botilsäter 168:1             | Stensättning            |              | Botilsäter, Värmland |       | 59.088616, 13.145028 | 10212201680001 | Ladda upp en bild av detta fornminne |
| Botilsäter 169:1             | Stensättning            |              | Botilsäter, Värmland |       | 59.091532, 13.134889 | 10212201690001 | Ladda upp en bild av detta fornminne |
| Botilsäter 169:2             | Stensättning            |              | Botilsäter, Värmland |       | 59.091563, 13.134499 | 10212201690002 | Ladda upp en bild av detta fornminne |
| Botilsäter 170:1             | Gravfält                |              | Botilsäter, Värmland |       | 59.043631, 12.973827 | 10212201700001 | Ladda upp en bild av detta fornminne |
| Botilsäter 171:1             | Stensättning            |              | Botilsäter, Värmland |       | 59.090526, 13.113314 | 10212201710001 | Ladda upp en bild av detta fornminne |
| Botilsäter 173:1             | Stensättning            |              | Botilsäter, Värmland |       | 59.090257, 13.114039 | 10212201730001 | Ladda upp en bild av detta fornminne |
| Botilsäter 174:1             | Stensättning            |              | Botilsäter, Värmland |       | 59.037682, 13.056622 | 10212201740001 | Ladda upp en bild av detta fornminne |
| Botilsäter 179:1             | Hög                     |              | Botilsäter, Värmland |       | 59.042519, 13.084039 | 10212201790001 | Ladda upp en bild av detta fornminne |
| Botilsäter 191               | Stensättning            |              | Botilsäter, Värmland |       | 59.013696, 13.072861 | 12000000081280 | Ladda upp en bild av detta fornminne |
| Botilsäter 194               | Lägenhetsbebyggelse     |              | Botilsäter, Värmland |       | 59.033637, 13.113250 | 12000000081370 | Ladda upp en bild av detta fornminne |
| Botilsäter 196               | Stensättning            |              | Botilsäter, Värmland |       | 59.014457, 13.074327 | 12000000081565 | Ladda upp en bild av detta fornminne |
| Botilsäter 197               | Stensättning            |              | Botilsäter, Värmland |       | 59.019888, 13.075317 | 12000000081566 | Ladda upp en bild av detta fornminne |
| Botilsäter 200               | Stensättning            |              | Botilsäter, Värmland |       | 59.012811, 13.042088 | 12000000105020 | Ladda upp en bild av detta fornminne |